# Szczeżuja pospolita
Szczeżuja pospolita (Anodonta anatina) – gatunek małża z rodziny skójkowatych (Unionidae), szeroko rozprzestrzeniony w zachodniej Palearktyce. Żyje w wodach bieżących i stojących. Osiąga długość do 10 cm, ma muszlę jajowatą.
Szczeżuja zagrzebuje się częściowo w mule, a porusza się przy pomocy narządu zwanego nogą. Odżywia się, odfiltrowując (odcedzając) pokarm z wody. Pokarm stanowią drobne, zwykle jednokomórkowe organizmy wodne (fitoplankton i zooplankton) oraz detrytus (drobna zawiesina szczątków organicznych).
W Polsce szczeżuja jest gatunkiem pospolitym, niepodlegającym ochronie gatunkowej i siedliskowej, cennym przyrodniczo i łatwym do monitorowania. Na równi ze skójkami stał się jednak małżem coraz rzadziej spotykanym, gdyż wymaga zupełnie czystej wody. W dorzeczach Odry i Wisły notowany był na stanowiskach Odry środkowej, w Wiśle środkowej, w Przekopie Wisły, w Zalewie Wiślanym oraz w Radomce i Pilicy. Na większości z tych stanowisk występował rzadko lub stwierdzano jedynie obecność pustych muszli. W 2004 roku był gatunkiem bardzo częstym w Radomce i częstym w Przekopie Wisły.
Jest żywicielem pośrednim przywry Phyllodistomum duplicatum. W razie występowania tego gatunku, obecność jego larw stwierdzano u 0,2–11,9% osobników w populacji. Namnożone larwy mogą zajmować gonady żywiciela, prowadząc do jego bezpłodności